# مارتن روث
مارتن روث (بالألمانية: Martin Roth)‏ (و. 1955 – 2017 م) هو مؤرخ، وأستاذ جامعي، ومدير متحف ألماني، ولد في شتوتغارت، توفي في برلين، عن عمر يناهز 62 عاماً، بسبب سرطان.

## التعليم
تعلم في جامعة توبنغن.

## جوائز
حصل على جوائز منها:
- نيشان استحقاق صليب الضباط لجمهورية ألمانيا الاتحادية.

## روابط خارجية
- مارتن روث على موقع مونزينجر (الألمانية)